# Theridion vulvum
Theridion vulvum är en spindelart som beskrevs av Claude Lévi 1959. Theridion vulvum ingår i släktet Theridion och familjen klotspindlar.
Artens utbredningsområde är Panama. Inga underarter finns listade i Catalogue of Life.